# Sussie Eriksson

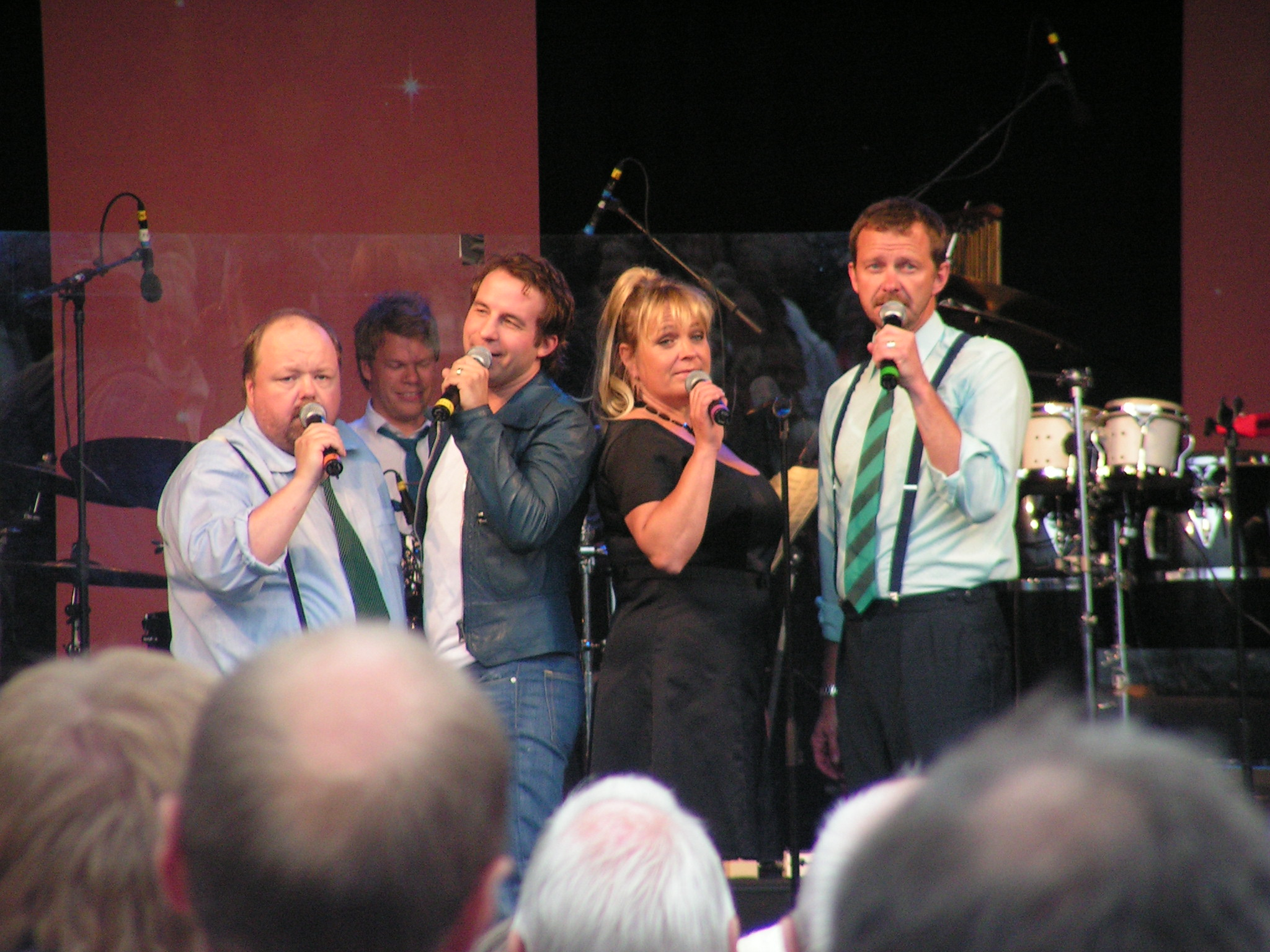
Kalle Moraeus, Patrik Isaksson, Sussie Eriksson och Bengan Janson vid Fallens dagar i Trollhättan 21 juli 2007

Maria Susanne "Sussie" Eriksson, född 2 januari 1963 i Huddinge, är en svensk sångerska och skådespelerska. 

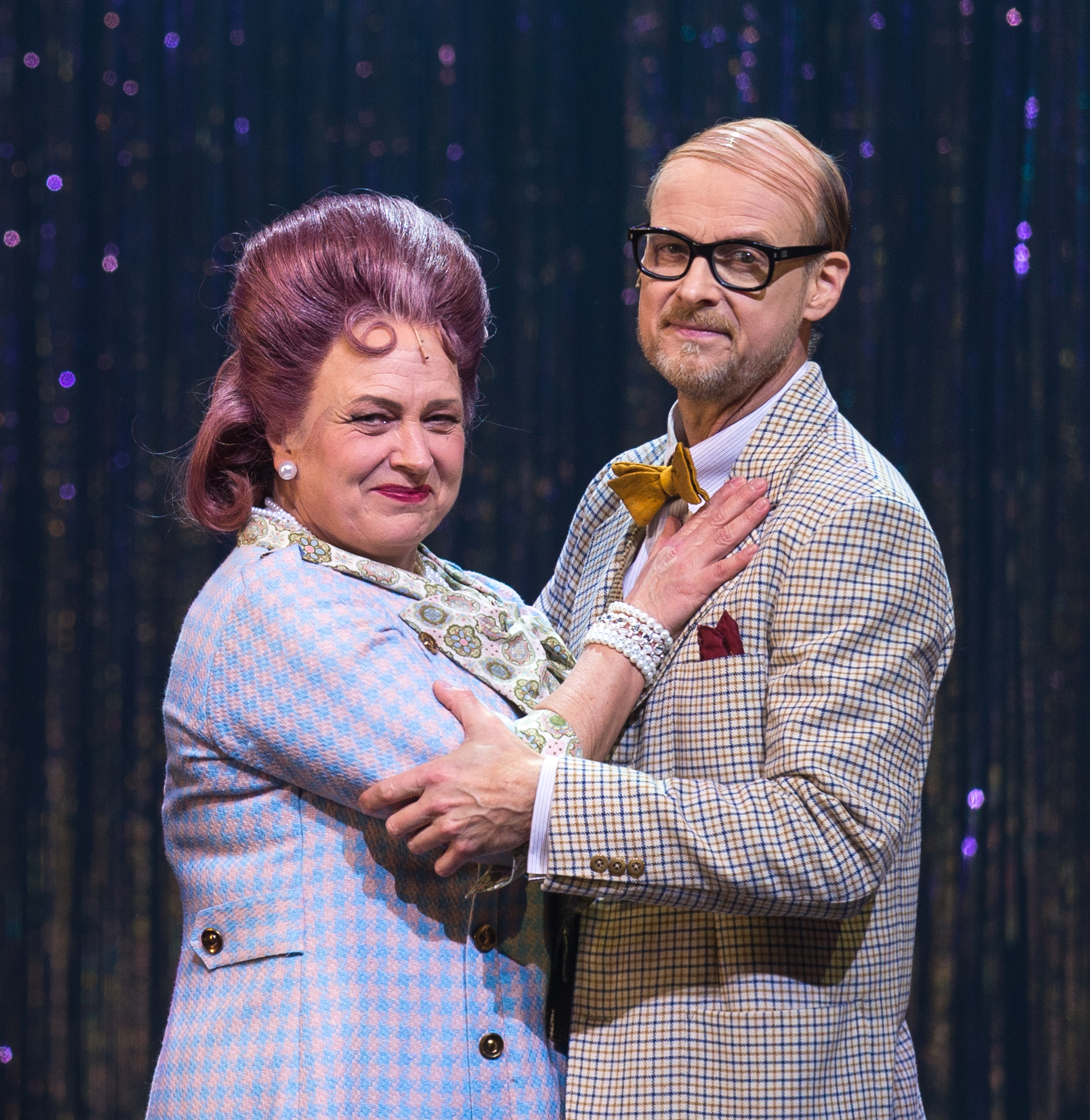
Sussie Eriksson och Jan Mybrand i musikalen Häxorna i Eastwick på Cirkus i Stockholm 2019.

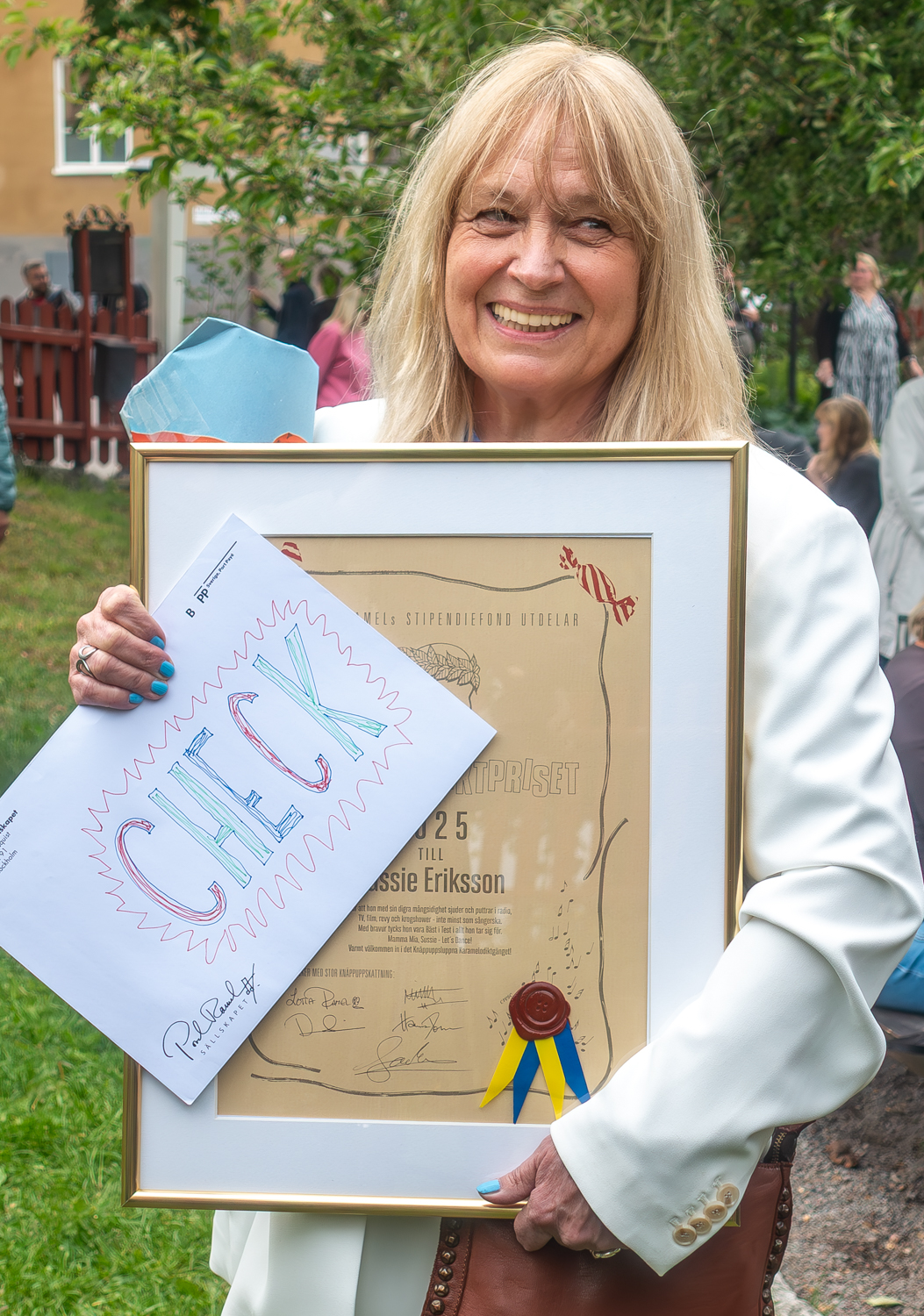
Sussie Eriksson får KaRAMELodiktstipendiatet 2025.

## Biografi
Eriksson debuterade vid unga år i Ludvikarevyn där hennes far Lennart Eriksson var en drivande kraft, och medverkade som barnskådespelerska i Från A till Ö. Som vuxen har hon medverkat i teateruppsättningar som Les Misérables, Abba – The True Story, Cabaret och Little Shop of Horrors. Eriksson har spelat revy med Bosse Parnevik på Oscarsteatern och gjort krogshower med Siw Malmkvist och Lasse Berghagen som medlem i gruppen Crème Fraiche. Hon brukar också medverka i TV-programmet Sing along.
Som komiker blev hon uppmärksammad för rollen som tysk flygvärdinna i farsen Alla var där på Folkan i Stockholm. Den stora publiken känner igen henne som Cilla i komediserien c/o Segemyhr. Hon har även medverkat i Detta har hänt, God afton Sverige och Sing-A-Long, spelat in filmer som Lilla Jönssonligan och cornflakeskuppen och Adam och Eva. Hon var en del av R.E.A.-gänget, och spelade rollen som Karin i musikalen Mamma Mia! i Göteborg och Stockholm 2005–2007. Våren 2009 medverkade hon med Gunilla Backman och Charlott Strandberg i showen PrimaDonnor på Hamburger Börs. 2015–2017 var hon aktuell i rollen som Sol-Britt i komediserien Ack Värmland på TV4. 
Eriksson deltog i Let's Dance 2020 och tog sig till finalen.

## Priser och utmärkelser
- 2025 – Karamelodiktstipendiet[3]

## Filmografi
- 1974 – Från A till Ö (TV-serie)
- 1996 – Lilla Jönssonligan och cornflakeskuppen
- 1997 – Adam & Eva
- 1997 – Herkules (röst)
- 1998–2004 – c/o Segemyhr (TV-serie)
- 2000 – Jönssonligan spelar högt
- 2005 – Lilla kycklingen (röst)
- 2006 – Asterix och vikingarna (röst)
- 2006 – Happy Feet (röst)
- 2008 – Bolt (röst)
- 2011 – Någon annanstans i Sverige
- 2015–2017 – Ack Värmland (TV-serie)
- 2016 – Zootropolis (röst)
- 2020–2021 – Lasse-Majas detektivbyrå (TV-serie)
- 2023 – LOL: Skrattar bäst som skrattar sist (TV-serie)
- 2023 – På riktigt?! (TV-serie)

## Teater

### Roller (ej komplett)
| År   | Roll                               | Produktion                                                                 | Regi               | Teater                  |
| ---- | ---------------------------------- | -------------------------------------------------------------------------- | ------------------ | ----------------------- |
| 1987 | Medverkande                        | Parneviks Oscarsparty, revy Bosse Parnevik                                 | Yngvar Numme       | Oscarsteatern           |
| 1993 |                                    | Abba – The True Story Måns Herngren och Hannes Holm                        | Mikael Hylin       | Berns salonger          |
| 1994 | Kit Kat Girl                       | Cabaret John Kander, Fred Ebb och Joe Masteroff                            | Lars-Erik Liedholm | Intiman                 |
| 1995 |                                    | Little shop of horrors Alan Menken och Howard Ashman                       | Thomas Ryberger    | Chinateatern            |
| 1996 | Helga                              | Alla var där (Anyone for Breakfast?) Derek Benfield                        | Paal Wesenlund     | Folkan                  |
| 1999 | Anita                              | West Side Story Leonard Bernstein, Stephen Sondheim och Arthur Laurents    | Staffan Aspegren   | Göteborgsoperan         |
| 2000 | Medverkande                        | Strålande tider! Härliga tider!, revy                                      | Lars Amble         | Maximteatern            |
| 2009 | Sigrid ”Siggan” Jakobsson          | Pengarna eller livet (Funny Money) Ray Cooney                              | Robert Dröse       | Turné                   |
| 2013 | Salmonella                         | Spök Björn Skifs, Bengt Palmers och Bo Carlgren                            | Pernilla Skifs     | Cirkus                  |
| 2016 | Maggan                             | Mamma Mia! – The party Calle Norlén, Björn Ulvaeus och Roine Söderlundh    | Roine Söderlundh   | Restaurang Tyrol        |
| 2017 | Pamela Willey                      | Hotelliggaren (Two Into One) Ray Cooney                                    | Sven Melander      | Fredriksdalsteatern     |
| 2018 | Birgit, kock                       | DubbelTrubbel (Pyjamas pour six) Marc Camoletti                            | Pär Nymark         | Krusenstiernska gården  |
| 2019 | Lena Stjernström, partisekreterare | Trassel (Out of order) Ray Cooney                                          | Edward af Sillén   | Krusenstiernska gården  |
| 2019 | Felicia Gabriel                    | Häxorna i Eastwick (The Witches of Eastwick) John Dempsey och Dana P. Rowe | Rachel Kavanaugh   | Cirkus, Stockholm       |
| 2022 | Sandy Lester                       | Tootsie David Yazbek(en) och Robert Horn                                   | Edward af Sillén   | Oscarsteatern           |
| 2023 |                                    | Pappor på prov (It Runs in the Family) Ray Cooney                          | Edward af Sillén   | Krusenstiernska teatern |
| 2025 | Heidi Hansen                       | Dear Evan Hansen Steven Levenson, Benj Pasek och Justin Paul               | Markus Virta       | Intiman                 |